# Pinarello

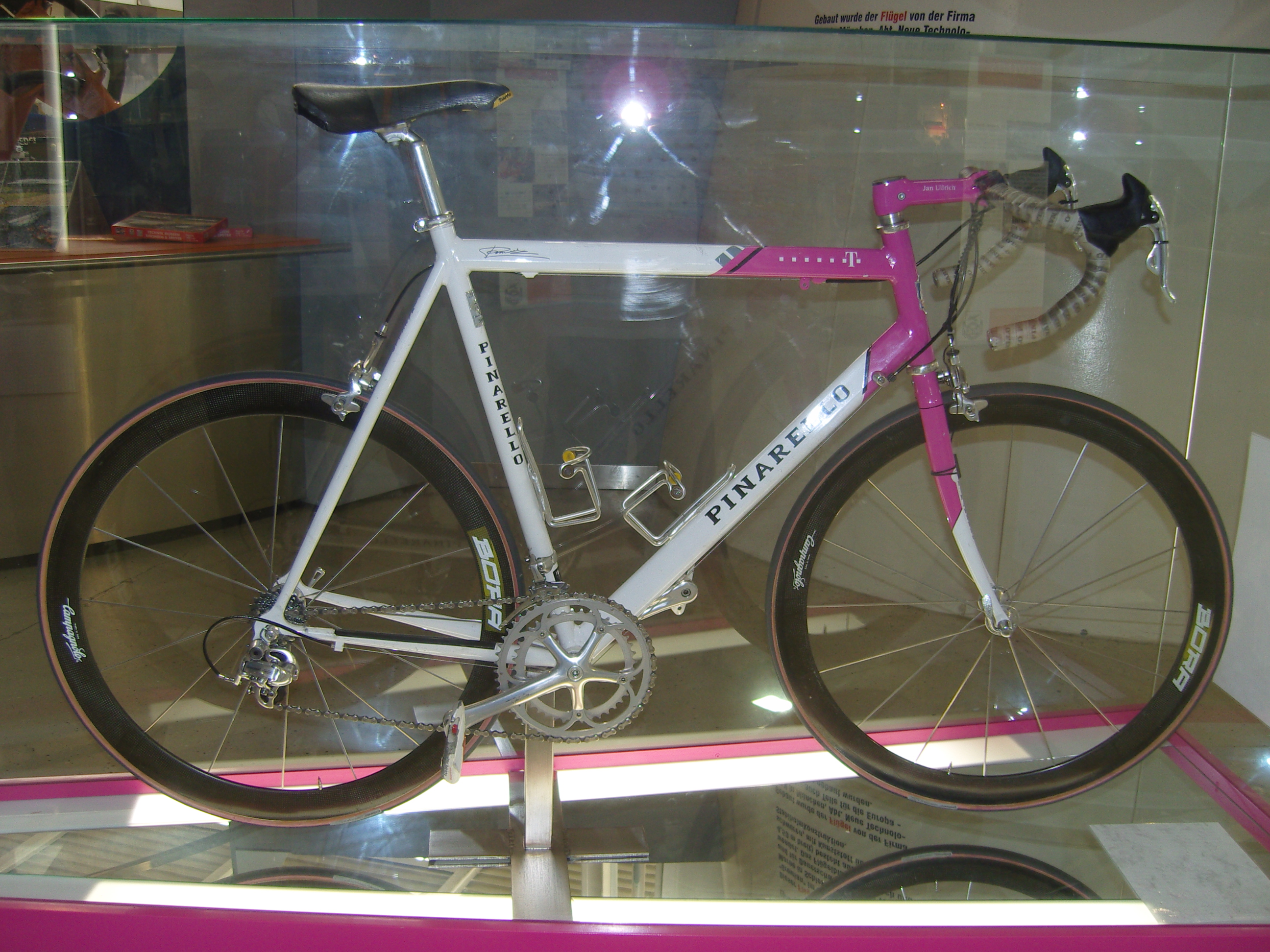
Pinarello von Jan Ullrich

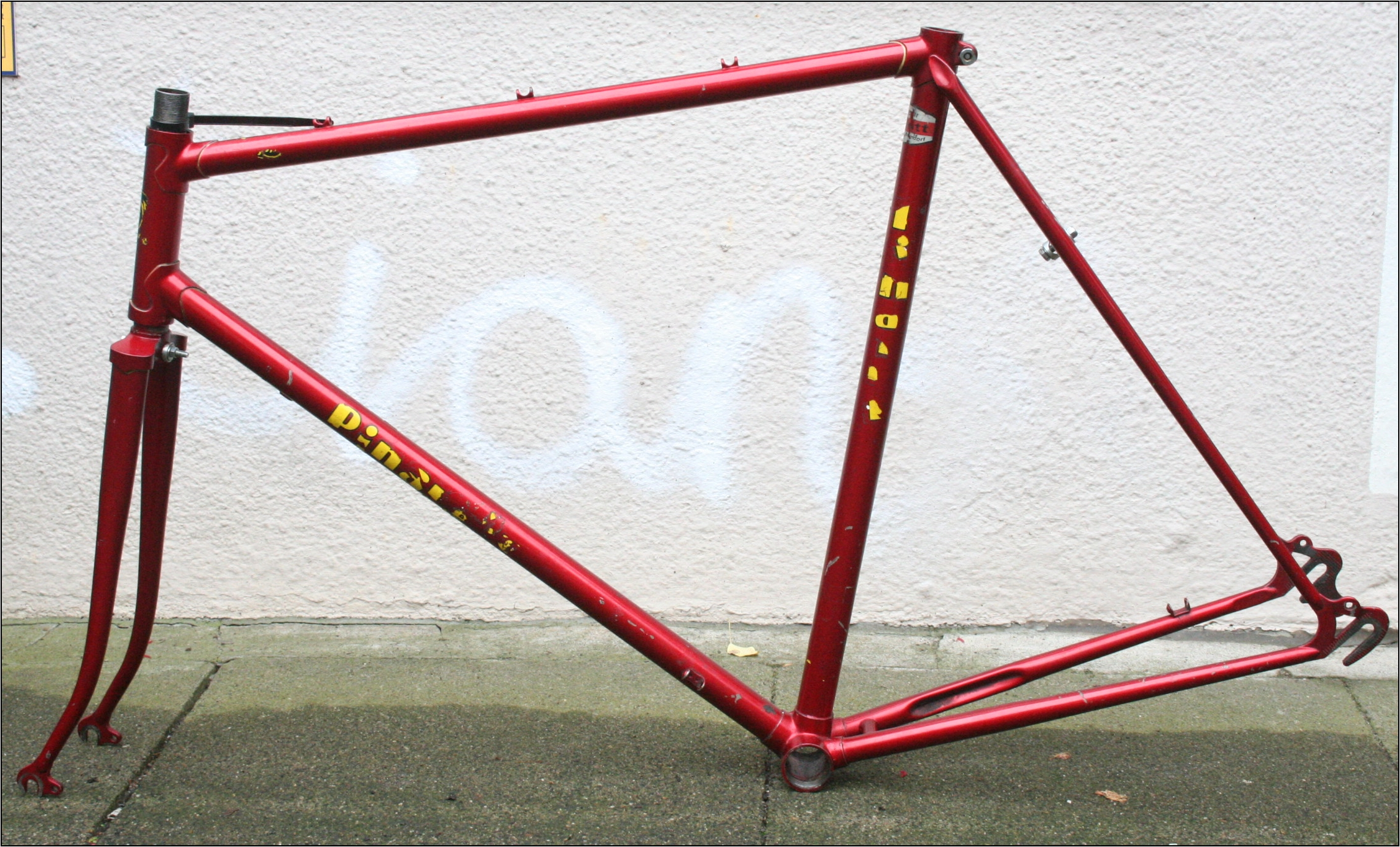
Auf Pinarello gelabelter Rahmen der deutschen Firma Epple

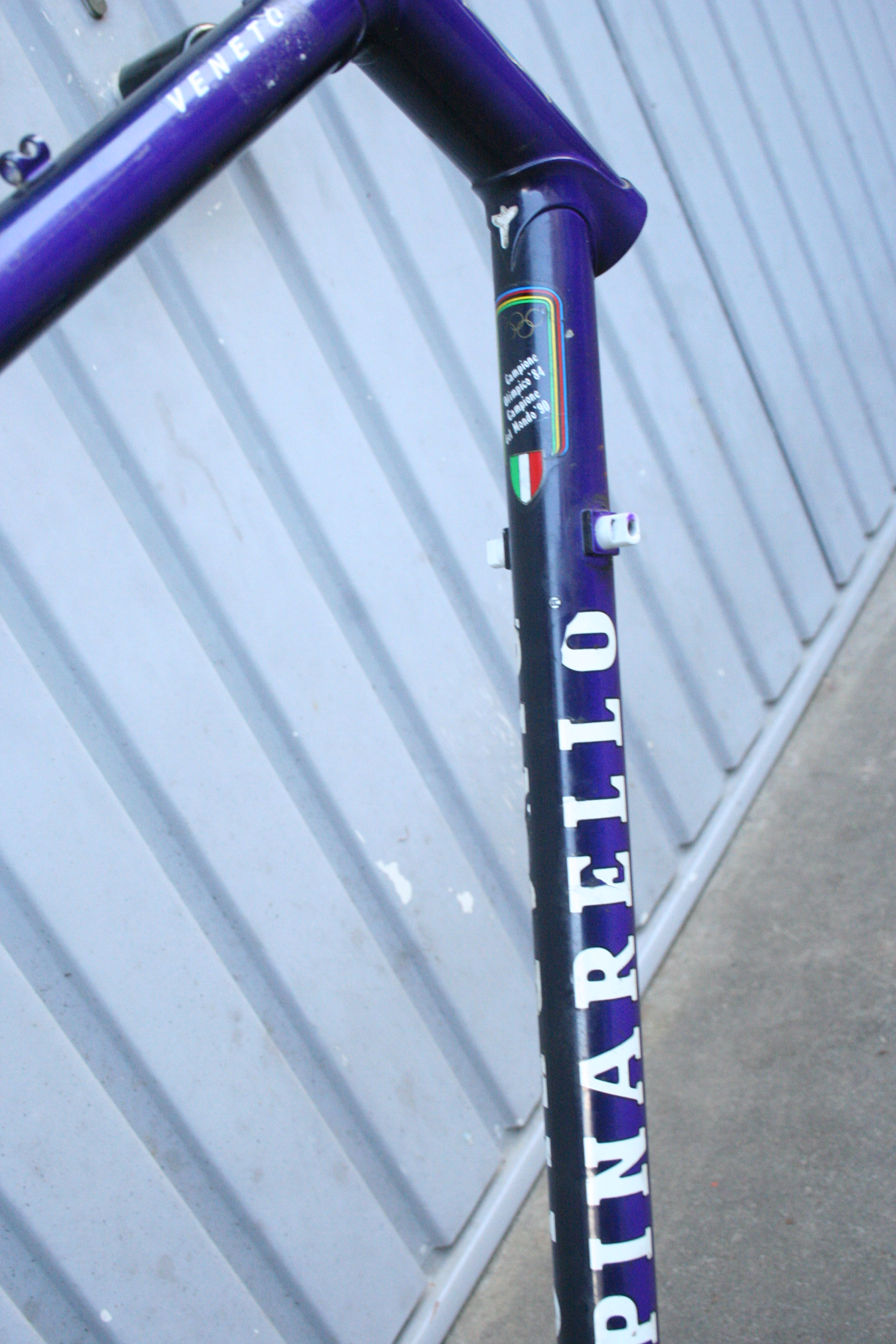
Pinarello-„Veneto“-Rennrahmen aus Columbus „Aelle“

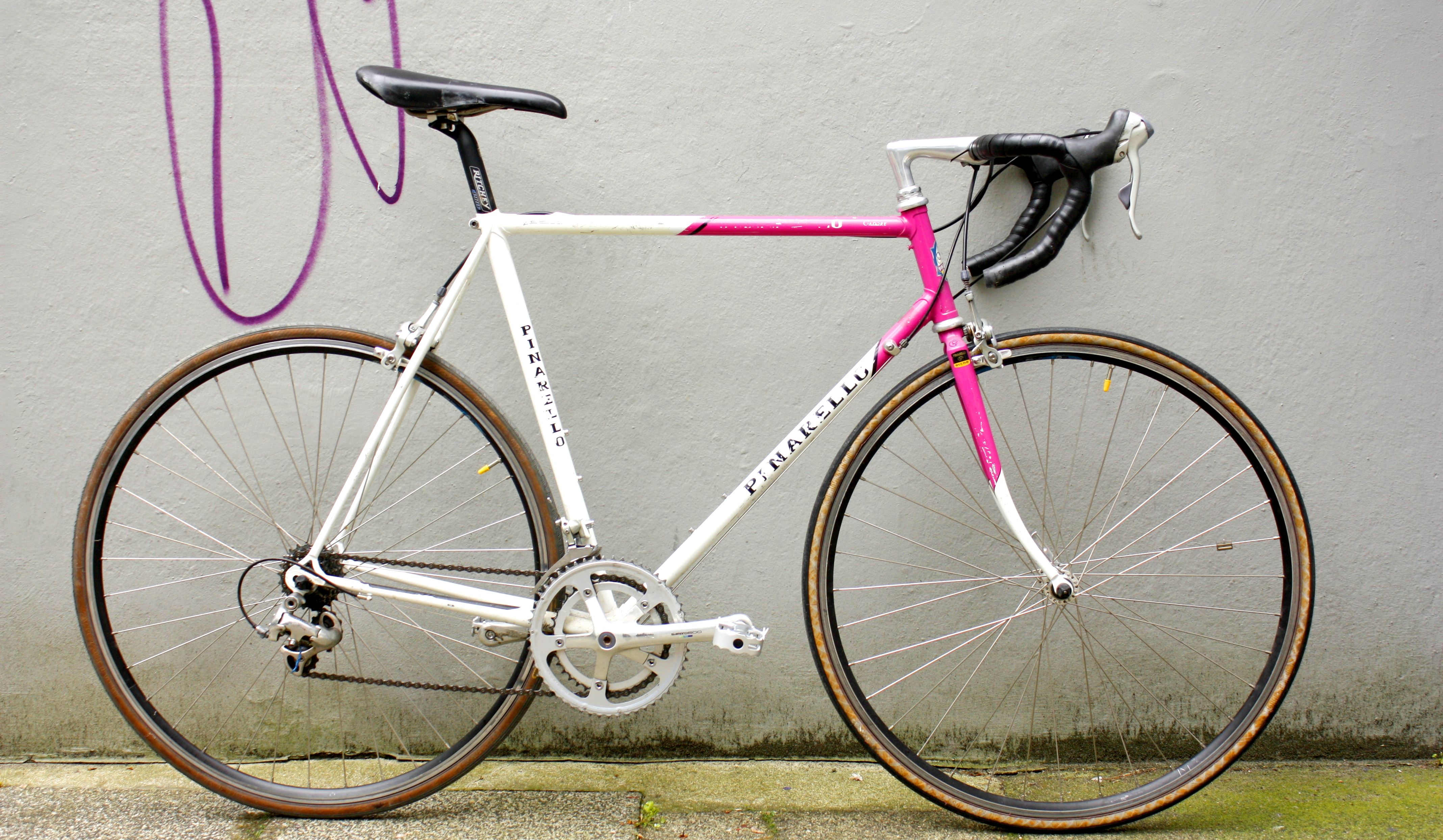
Pinarello Rennrad aus den 90er Jahren

Cicli Pinarello Srl ist ein italienischer Fahrradhersteller aus Treviso. Das Unternehmen wurde 1952 von Giovanni Pinarello gegründet. Pinarello stellt vorwiegend Fahrräder für Straßenrennen, den Bahnradsport und Querfeldeinrennen her. Im Sommer 2023 wurden die Mehrheitsanteile des Unternehmens an ein Private Family Office verkauft, hinter dem der Milliardär Ivan Glasenberg stehen soll.

## Rahmenbau
Pinarello nutzte zum Rahmenbau zunächst vor allem Stahlrohre der Firma Columbus. Zu Beginn des Rahmenbaus bei Pinarello wurden diese von Gino Milani entwickelt und hergestellt. Auch der Nachfolger und Schwiegersohn von Gino Milani, Dario Pegoretti, baute weiterhin Rahmen für Pinarello. Gelabelt wurden sämtliche Rahmen mit dem Schriftzug „Pinarello“. Im Laufe der Jahre kamen auch andere Materialien wie Aluminium, Magnesium und CFK-Rahmen. Im Jahr 2005 vertrieb Pinarello seinen ersten reinen Kohlenstofffaser-Rahmen, den F4:13. Die CFK-Rahmen werden von dem chinesischen CFK-Experten Carbotec als OEM-Zulieferer für Pinarello hergestellt.

## Sport-Sponsoring
Bereits seit den 1960er Jahren hat Pinarello regelmäßig Profiteams ausgestattet. Unter den gesponserten Teams finden sich Mannschaften wie Team Telekom, Banesto, Movistar Team, Fassa Bortolo und Team Ineos.
Im Laufe der Jahre wurden eine Reihe bedeutender Siege auf Pinarello-Rädern errungen. Insgesamt gab es 15 Tour-de-France-Gesamtsiege auf einem Pinarello bis einschließlich 2020. Andere bedeutende Siege sind zum Beispiel die Olympiasiege im Straßenrennen von Alexi Grewal im Jahr 1984 in Los Angeles und Jan Ullrich im Jahr 2000 in Sydney. Seine sechs Grünen Trikots in Folge ersprintete Erik Zabel in den Jahren 1996 bis 2001 ebenfalls auf Pinarello-Rennrädern.
Tour-de-France-Siege auf Pinarello:
- 1988: Pedro Delgado
- 1992–1995: Miguel Indurain
- 1996: Bjarne Riis
- 1997: Jan Ullrich
- 2006: Óscar Pereiro
- 2012: Bradley Wiggins
- 2013: Chris Froome
- 2015–2017: Chris Froome
- 2018: Geraint Thomas
- 2019: Egan Bernal

Giro-d’Italia-Siege auf Pinarello
- 1991: Franco Chioccioli
- 1992: Miguel Indurain
- 1993: Miguel Indurain
- 2018: Chris Froome
- 2019: Richard Carapaz
- 2020: Tao Geoghegan Hart
- 2021: Egan Bernal